# Edguy
Edguy – niemiecki zespół muzyczny grający power metal.

## Historia
Zespół został założony w 1992 roku w niewielkim mieście Fulda przez czwórkę szkolnych przyjaciół. Początkowo grał przede wszystkim covery takich wykonawców jak KISS, AC/DC, Deep Purple czy Iron Maiden, z czasem jednak Edguy zdecydował się na własny repertuar.
Pierwszym wydawnictwem były dwie taśmy demo Evil Minded oraz Children of Steel nagrane w 1994 roku. W tym czasie zespół gorączkowo poszukiwał wydawcy, jednak żadna z osiągalnych wytwórni muzycznych nie była nim zainteresowana. Jeszcze w 1995 roku, własnym nakładem, ukazało się trzecie demo The Savage Poetry, które zresztą 5 lat później zostało wydane pod tym samym tytułem, jednak zagrane zupełnie od początku, z inną okładką oraz inną numeracją utworów.
Pierwszym pełnoprawnym albumem był nagrany w 1997 roku Kingdom of Madness nakładem wytwórni AFM Records, który jednak nie zdobył zbytniego rozgłosu. Kolejnym, tym razem znaczącym krokiem była płyta Vain Glory Opera z której największą chyba sławę uzyskał utwór tytułowy, grany do dziś na każdym koncercie. Theater of Salvation wydany rok później prezentował styl podobny jak jego poprzedniczka. Zrobiła ona wiele zamieszania wokół zespołu, którym już wtedy zaczęło interesować się więcej osób. W lipcu 2001 roku w sklepach pojawił się singel Painting on the Wall zapowiadający album Mandrake. Zdaniem wielu miłośników zespołu, to właśnie ta płyta była prawdziwym przełomem w historii Edguy. W międzyczasie frontman, Tobias Sammet rozpoczął solowy projekt Avantasia, pod której szyldem
wydał 3 płyty The Metal Opera (2001), The Metal Opera Part II (2002) oraz "The Scarecrow" (2008) ostatnią z płyt poprzedzały dwie epki "Lost In Space I" oraz "Lost In Space II" wydane tego samego dnia, 16 listopada 2007.
Dwa lata później w 2003 roku wydana została płyta Burning Down the Opera nagrana w czasie koncertu w Paryżu. W tym czasie wygasła umowa z wytwórnią AFM Records, która nie została odnowiona. Jej następcą został Nuclear Blast. Pierwszą płytą wydaną nakładem nowej wytwórni była EP King of Fools, na której zespół zaprezentował nieco nowy styl muzyczny. Lżejsze, bardziej "skoczne" kompozycje stały się znakiem rozpoznawczym Edguy. Sam minialbum zapowiadał kolejne pełne wydawnictwo Hellfire Club (2004). Płyta odniosła duży sukces komercyjny dochodząc na wysokie miejsca na listach przebojów. W tym samym roku ukazał się jeszcze singel promujący Hellfire Club: Lavatory Love Machine. W grudniu 2004 ukazała, po raz ostatni już z AFM Records kompilacja Hall of Flames, na której znalazło się 21 utworów w tym 2, które wcześniej nie trafiły na żadne z oficjalnych płyt.
6 września 2005, pojawiły się dwa nowe wydawnictwa, w tym pierwsze oficjalne DVD Superheroes oraz EP pod takim samym tytułem. Promowały one album Rocket Ride (2006). Tutaj po raz kolejny Edguy zmienił styl grania na określany przez niektórych nawet pop-rockiem. Rocket Ride to także kolejny komercyjny sukces, a sama płyta doszła na 8. miejsce w oficjalnych listach w Niemczech oraz Szwecji.
Najnowsze dzieło Edguy "Space Police - Defenders of the Crown" zostało wydane wiosną 2014 roku.

## Dyskografia

### Albumy
| Rok                            | Tytuł                                                                                  | Pozycja na liście | Pozycja na liście | Pozycja na liście | Pozycja na liście | Pozycja na liście | Pozycja na liście | Pozycja na liście |
| Rok                            | Tytuł                                                                                  | DEU               | AUT               | CHE               | SWE               | FIN               | FRA               | ESP               |
| ------------------------------ | -------------------------------------------------------------------------------------- | ----------------- | ----------------- | ----------------- | ----------------- | ----------------- | ----------------- | ----------------- |
| 1995                           | Savage Poetry - Data: 1995 - Wydawca: brak (wydanie własne)                            | —                 | —                 | —                 | —                 | —                 | —                 | —                 |
| 1997                           | Kingdom of Madness - Data: 8 lutego 1997 - Wydawca: AFM Records                        | —                 | —                 | —                 | —                 | —                 | —                 | —                 |
| 1998                           | Vain Glory Opera - Data: 15 lutego 1998 - Wydawca: AFM Records                         | —                 | —                 | —                 | —                 | —                 | —                 | —                 |
| 1999                           | Theater of Salvation - Data: 1 lutego 1999 - Wydawca: AFM Records                      | 66                | —                 | —                 | 50                | —                 | —                 | —                 |
| 2000                           | The Savage Poetry - Data: 25 czerwca 2000 - Wydawca: AFM Records                       | 79                | —                 | —                 | 60                | —                 | —                 | —                 |
| 2001                           | Mandrake - Data: 24 września 2001 - Wydawca: AFM Records                               | 19                | —                 | —                 | 32                | —                 | 47                | —                 |
| 2004                           | King of Fools (EP) - Data: 2 lutego 2004 - Wydawca: Nuclear Blast                      | —                 | —                 | —                 | —                 | —                 | —                 | —                 |
| 2004                           | Hellfire Club - Data: 15 marca 2004 - Wydawca: Nuclear Blast                           | 26                | 68                | 81                | 6                 | 22                | 54                | —                 |
| 2005                           | Superheroes (EP) - Data: 18 października 2005 - Wydawca: Nuclear Blast                 | —                 | —                 | —                 | —                 | —                 | —                 | —                 |
| 2006                           | Rocket Ride - Data: 20 stycznia 2006 - Wydawca: Nuclear Blast                          | 8                 | 50                | 50                | 8                 | 25                | 101               | —                 |
| 2008                           | Tinnitus Sanctus - Data: 14 listopada 2008 - Wydawca: Nuclear Blast                    | 19                | 50                | 41                | 28                | —                 | 85                | —                 |
| 2011                           | Age of the Joker - Data: 26 sierpnia 2011 - Wydawca: Nuclear Blast                     | 3                 | 30                | 13                | 10                | 15                | 98                | 44                |
| 2014                           | Space Police: Defenders of the Crown - Data: 18 kwietnia 2014 - Wydawca: Nuclear Blast | —                 | —                 | —                 | —                 | —                 | —                 | —                 |
| "—" pozycja nie była notowana. |                                                                                        |                   |                   |                   |                   |                   |                   |                   |

### Single
| Rok                            | Tytuł                   | Pozycja na liście | Pozycja na liście | Pozycja na liście | Pozycja na liście | Pozycja na liście | Pozycja na liście | Album              |
| Rok                            | Tytuł                   | DEU               | AUT               | CHE               | SWE               | FIN               | FRA               | Album              |
| ------------------------------ | ----------------------- | ----------------- | ----------------- | ----------------- | ----------------- | ----------------- | ----------------- | ------------------ |
| 2001                           | La Marche des Gendarmes | —                 | —                 | —                 | —                 | —                 | —                 | Mandrake           |
| 2001                           | Painting on the Wall    | —                 | —                 | —                 | —                 | —                 | —                 | Mandrake           |
| 2004                           | Lavatory Love Machine   | 74                | —                 | —                 | 46                | —                 | —                 | Hellfire Club      |
| 2004                           | King Of Fools           | 39                | 67                | 98                | 16                | 12                | —                 | King of Fools (EP) |
| 2005                           | Superheroes             | 25                | —                 | 52                | 10                | —                 | 96                | Superheroes (EP)   |
| "—" pozycja nie była notowana. |                         |                   |                   |                   |                   |                   |                   |                    |

### Albumy koncertowe
| 2003                           | Burning Down the Opera - Data: 2 czerwca 2003 - Wydawca: AFM Records - Format: 2 CD       | 57 | 127 |
| 2005                           | Superheroes - Data: 5 września 2005 - Wydawca: Nuclear Blast - Format: DVD                | —  | —   |
| 2009                           | Fucking With Fire - Live - Data: 4 maja 2009 - Wydawca: Nuclear Blast - Format: DVD, 2 CD | 35 | 122 |
| "—" pozycja nie była notowana. |                                                                                           |    |     |

### Inne
| Rok  | Tytuł                                                                            |
| ---- | -------------------------------------------------------------------------------- |
| 1993 | Children of Steel (demo) - Data: 2 grudnia 1993 - Wydawca: brak (wydanie własne) |
| 1994 | Evil Minded (demo) - Data: 1994 - Wydawca: brak (wydanie własne)                 |
| 2004 | Hall of Flames (kompilacja) - Data: 6 grudnia 2004 - Wydawca: AFM Records        |

## Muzycy

### Obecni członkowie
- Tobias Sammet − wokal, instrumenty klawiszowe (1992-obecnie), gitara basowa (1992-1998)
- Jens Ludwig − gitara prowadząca, wokal wspierający (1992-obecnie)
- Dirk Sauer − gitara rytmiczna, wokal wspierający (1992-obecnie)
- Tobias Exxel − gitara basowa, wokal wspierający (1998-obecnie)
- Felix Bohnke − perkusja (1998-obecnie)

### Byli członkowie
- Dominik Storch − perkusja (1992-1998)
- Frank Lindenthal − perkusja (1998) (jedynie albumy studyjne)